# 叭真
叭真（1125年—1192年），即帕雅真，又名叭真憨（เจ้าเจื่องหาญ），是傣族传说中的一位统治者，他是景陇金殿国的创始人。
叭真是銀央醯连國（在今日泰国清莱府清盛县）人，后来来到景洪，长期与当地的阿卡人和台语民族作战，于1180年率领傣仂人开创景陇金殿国。在位期间，将景陇金殿国扩张到景洪、景栋、孟胶（今越南北部）、孟潘（今老挝川圹省）、孟苏瓦（今老挝琅勃拉邦）、掸邦和羅渦。在征服了这些地区后，这些城市都将叭真奉为自己的祖先。
1192年，在一场战争中，他的敌人向拾宋早再的国王昆洛求救。昆洛率军与叭真血战，叭真在此战中阵亡。